# 金橋良樹
金橋 良樹（かなはし よしき、1963年11月15日 - ）は、日本の俳優。身長177cm、体重65kg。血液型はA型。東宝ミュージカル出演を経て多数の舞台に出演。その後劇団GINGUIS FARM設立メンバーとなる。劇団リーダーとして企画・演出も手がけた。2004年劇団解散後も舞台・テレビドラマ・映画等に出演している。その他方言指導としてもメジャー作品を手がける。デビュー以降本名である平尾 良樹（ひらお よしき）の名で活動していたが、2005年8月より金橋良樹に改名した。

## 出演

### テレビドラマ
- 君が嘘をついた（1988年、フジテレビ）
- 世にも奇妙な物語 聖夜の特別編「ゴリラ」（1995年、フジテレビ）
- 3番テーブルの客（1996年、フジテレビ）
- きらきらひかる 第4話（1998年、フジテレビ）
- 元禄繚乱 第16話（1999年、NHK）
- ケイゾク 第6話1999年、TBS）
- TEAM 第6話（1999年、フジテレビ）
- ショカツ 第6話（2000年、フジテレビ）
- 北条時宗（2001年、NHK）
- ムコ殿 第10話（2001年、フジテレビ）
- 東京007（2001年、フジテレビ）
- 明日があるさスペシャル（2002年、日本テレビ）
- 人にやさしく 第5話（2002年、フジテレビ）
- 初体験 第10話（2002年、フジテレビ）
- ビッグマネー!〜浮世の沙汰は株しだい〜 第8話（2002年、フジテレビ）
- 恋愛偏差値 第1章「燃えつきるまで」（2002年、フジテレビ） レギュラー
- 逮捕しちゃうぞ 第5話（2002年、テレビ朝日）
- 東京ラブ・シネマ 第1話（2003年、フジテレビ）
- ムコ殿2003 第5話（2003年、フジテレビ）
- 特命係長 只野仁 第9話（2003年、テレビ朝日）
- 愚痴 第3話「出て行った女 主演 北野武」（2003年、フジテレビ）
- 共犯者（2003年、日本テレビ）
- あなたの隣に誰かいる 第1〜6話（2004年、フジテレビ）
- 新ニューヨーク恋物語（2004年、フジテレビ）
- 1minutes（2004年、BSフジ）
- 東京ミチカ（2004年、フジテレビ）
- エンジン（2005年、フジテレビ） レギュラー
- 雨と夢のあとに 第8話（2005年、テレビ朝日） - 熊岡 役
- FNS25時間テレビドラマ THE WAVE!（2005年、フジテレビ）
- 積み木くずし〜哀しい家族の最終章〜（2005年、フジテレビ）
- 女の一代記 悪女の一生〜芝居と結婚した女優 杉村春子の生涯〜（2005年、フジテレビ）
- 着信アリ 第7・8話（2005年、テレビ朝日）
- 危険なアネキ 第10話（2005年、フジテレビ）
- 小早川伸木の恋 第6話（2006年、フジテレビ）
- 金曜エンタテイメント特別企画 家族たちの明日 尼崎列車事故から1年〜最後の贈りもの〜（2006年、フジテレビ）
- ザ・ヒットパレード〜芸能界を変えた男・渡辺晋物語〜（2006年、フジテレビ）
- ダンドリ。〜Dance☆Drill〜（2006年、フジテレビ） レギュラー
- 不信のとき 第1話（2006年、フジテレビ）
- 家族〜妻の不在・夫の存在〜（2006年、テレビ朝日） レギュラー
- 東京タワー 〜オカンとボクと、時々、オトン〜 第6話（2007年、フジテレビ）
- 世にも奇妙な物語 春の特別編「才能王」（2007年、フジテレビ）
- 菊次郎とさき（2007年、テレビ朝日） レギュラー
- ロス:タイム:ライフ 第4・5・6・7話（2007年、フジテレビ）
- ホームレス中学生（2008年、フジテレビ）
- ホームレス中学生2（2009年、フジテレビ）
- 不毛地帯（2010年、フジテレビ）
- 戦国★男士（2011年、TVK）
- 大!天才てれびくん（2012年、Eテレ）
- 牙狼-GARO- 〜闇を照らす者〜 第6話（2013年、テレビ東京）
- 独身貴族 （2013年、フジテレビ）
- 刑事7人（2019年） - 大貫敦 役
- 特捜9 第4シリーズ（2021年） - 工藤啓太 役

### 舞台
- ラ・カージュ・オ・フォール（東宝）
- 屋根の上のヴァイオリン弾き（東宝）
- ブリランテ
- ロッキー・ホラー・ショー
- 堀部圭亮A・LIVE（1996年）
- 舞台役者症候群（作・演出：上杉祥三、1997年）
- 吸ったら御免!!（方南ぐみ&GINGUIS FARM合同企画、2000年 下北沢本多劇場）
- 美少女戦士セーラームーン〜ラスト・ドラクル最終章〜（2001年 サンシャイン劇場）
- あたっくNo.1（方南ぐみ企画公演、作・演出：樫田正剛、2001年・2003年 東京芸術劇場）
- M78（バンビ座、共演：板尾創路・井上康、小山弘訓、2003年 下北沢駅前劇場）
- 近松バイオレンス・崔版 女殺油地獄（演出：崔洋一、2004年 新宿シアターアプル）
- BROKEN マクベス（演劇ユニット・トレランスvol.4、作・演出：上杉祥三、2005年 紀伊国屋ホール）
- 走れオッサン（久保田組、2006年 下北沢駅前劇場）
- あたっくNo.1（方南ぐみ企画公演、作・演出：樫田正剛、2007年 BIG TREE THEATER） 再々演
- ロスタイムライフ　（演出：大木綾子　2008年　グローブ座）
- Nine blood (劇団たいしゅう小説家Present's ai-kata公演　作・演出　増本庄一郎　2011年）
- ブービーズ (劇団たいしゅう小説家Present's 作・演出　吉村ゆう　2011年）
- サンタクローズ・コン・ゲーム (劇団たいしゅう小説家Present's 作・演出　藤森俊介　2012年）
- MY WAY (劇団め組　（2013年）
- THE BAMBI SHOW (作・演出　増本庄一郎　2016年)
- THE BAMBI SHOW２ (作・演出　増本庄一郎　2017年)

劇団GINGUIS FARM公演
- 旗揚げ公演（1998年 スペース107）
- 98総決算フルパワー炸裂!タカシ君お帰りセレクション（1998年 カンダパンセホール）
- ごめんね（1999年 四谷区民ホール）
- 明るい幸せ家族計画（2000年 スペース107）
- キッド and Kid（2001年 シアターモリエール）
- 狂った果実（2001年 恵比寿エコー劇場）
- サンク DE 乾杯（2001年 恵比寿エコー劇場）
- ここに幸あり?（2002年 東京芸術劇場） 池袋演劇祭優秀賞受賞
- 123．ひふみ（2003年 恵比寿エコー劇場）
- 沈黙の反対（2003年 下北沢「劇」小劇場） 演出・出演
- 123.  ひふみ（2004年 シアタートラム）

### 映画
- MOROCCO〜横浜愚連隊〜（1996年 東映 監督：和泉聖治）
- 新宿の面〜紅蓮の男・shinjuku 愚連隊〜（1997年 東映 監督：和泉聖治）
- 借王〜シャッキング〜（監督：和泉聖治）
- まむしの兄妹（東映）
- 借王〜シャッキング〜3（1998年 監督：香月秀之）
- 千里眼（2000年 東映 監督：麻生学）
- ナマタマゴ（つんくタウン9丁目企画。）
- 魁!クロマティ高校（2005年 監督：山口雄大)
- ぐるりのこと。（2008年 監督：橋口亮輔）
- 板尾創路の脱獄王（2010年角川映画 監督：板尾創路）
- 後から前から（2010年 日活 監督：増本庄一郎）
- 月光ノ仮面（2011年 角川映画 監督：板尾創路）
- MONSTERZ（2014年 監督：中田秀夫）

### CM
- サントリー 「We-ski」（1999年）
- ソニー プレイステーション「トマランナー」（1999年）
- 武田薬品 「新・アリナミンA」（1999年）
- 日立グループ企業 「防災センター」（2001年）
- 日産自動車 「NISSAN 70th」（2003年）
- NTT東日本 「FLETS 冬のフェア」（2004年）
- Info-CX 「ケンタッキーフライドチキン」プレミアムロースト篇（2004年）
- ケイ・オプティコム 「EC光」（2007年）
- サントリー 「BOSS」（2008年）
- ネスカフェ 「ネスカフェアンバサダー」（2013年）
- パナソニック 「エコナビエアコン」（2013年）
- 眼鏡市場 「NEO-TEX」（2013年）
- 日産自動車（2014年）

### 方言指導
- ホームレス中学生（2008年、フジテレビ）
- ホームレス中学生2（2009年、フジテレビ）
- トライアングル（2009年、フジテレビ）
- 不毛地帯（2009年 - 2010年、フジテレビ）
- 映画　阪急電車（2011年、東宝）
- 映画　レインツリーの国（2015年、関西テレビ）
- 僕が笑うと（2019年、関西テレビ）

### Vシネマ
- THE 3名様〜秋は恋っしょ!〜（2005年）
- 修羅が行く3
- 不動（2011年）
- 任侠沈没（2011年4月）
- 日本統一64（2024年） - 京浜連合会理事長 坂上